# سیمون کادامورو
سیمون کادامورو (ایتالیایی: Simone Cadamuro؛ زادهٔ ۲۸ ژوئن ۱۹۷۶) دوچرخه‌سوار اهل ایتالیا است.